# François Mayo
Pour l’article ayant un titre homophone, voir François Maillot.
Pour les articles homonymes, voir Mayo.
François Mayo est un boxeur camerounais né le 29 mars 1967.

## Carrière
François Mayo évolue dans la catégorie des poids super-welters. Il est médaillé de bronze aux Jeux africains de 1987 à Nairobi.
Il participe aux Jeux olympiques d'été de 1988 à Séoul où il est éliminé en seizièmes de finale.